# Падеш (комуна)
Падеш (рум. Padeș) — комуна у повіті Горж в Румунії. До складу комуни входять такі села (дані про населення за 2002 рік):
- Апа-Нягре (447 осіб)
- Веєнь (382 особи)
- Келугерень (769 осіб) — адміністративний центр комуни
- Клошань (1111 осіб)
- Мотру-Сек (1018 осіб)
- Орзешть (433 особи)
- Падеш (875 осіб)
- Черна-Сат (125 осіб)

Комуна розташована на відстані 267 км на захід від Бухареста, 35 км на захід від Тиргу-Жіу, 147 км на південний схід від Тімішоари, 112 км на північний захід від Крайови.

## Населення
За даними перепису населення 2002 року у комуні проживали 5160 осіб.
Національний склад населення комуни:
| Національність | Кількість осіб | Відсоток |
| -------------- | -------------- | -------- |
| румуни         | 5158           | > 99,9%  |
| угорці         | 2              | < 0,1%   |

Рідною мовою назвали:
| Мова      | Кількість осіб | Відсоток |
| --------- | -------------- | -------- |
| румунська | 5159           | > 99,9%  |
| угорська  | 1              | < 0,1%   |

Склад населення комуни за віросповіданням:
| Релігія        | Кількість осіб | Відсоток |
| -------------- | -------------- | -------- |
| православні    | 5061           | 98,1%    |
| баптисти       | 62             | 1,2%     |
| адвентисти     | 30             | 0,6%     |
| п'ятдесятники  | 1              | < 0,1%   |
| греко-католики | 1              | < 0,1%   |